# أورلاندو فينويك
أورلاندو فينويك هو سياسي أسترالي، ولد في 1822 في غريفزند ‏ في المملكة المتحدة، وتوفي في 9 ديسمبر 1897 في ملبورن في أستراليا.